# Краматорська ВЕС
Краматорська вітрова електростанція — вітрова електростанція в Україні, яка будується поблизу селища Ясногірка. Поблизу Краматорська планується установка 15 вітроенергетичних установок потужністю 4,5 МВт. Виробництво вітрогенераторів здійснюватиме краматорський завод «Фурлендер Віндтехнолоджі», який входить до групи «Вітряні парки України». Постачальником комплектуючих для вітроенергетичних установок виступає завод «Енергомашспецсталь». Загальна запланована потужність — 67,5 МВт. В цілому будівництво парку розраховане на три роки. Роботи з монтажу першої установки вже ведуться наприкінці 2018 року, а до весни 2019 її введуть в експлуатацію. Потужність однієї вітроустановки не перевищує 4,5 МВт.

## Історія

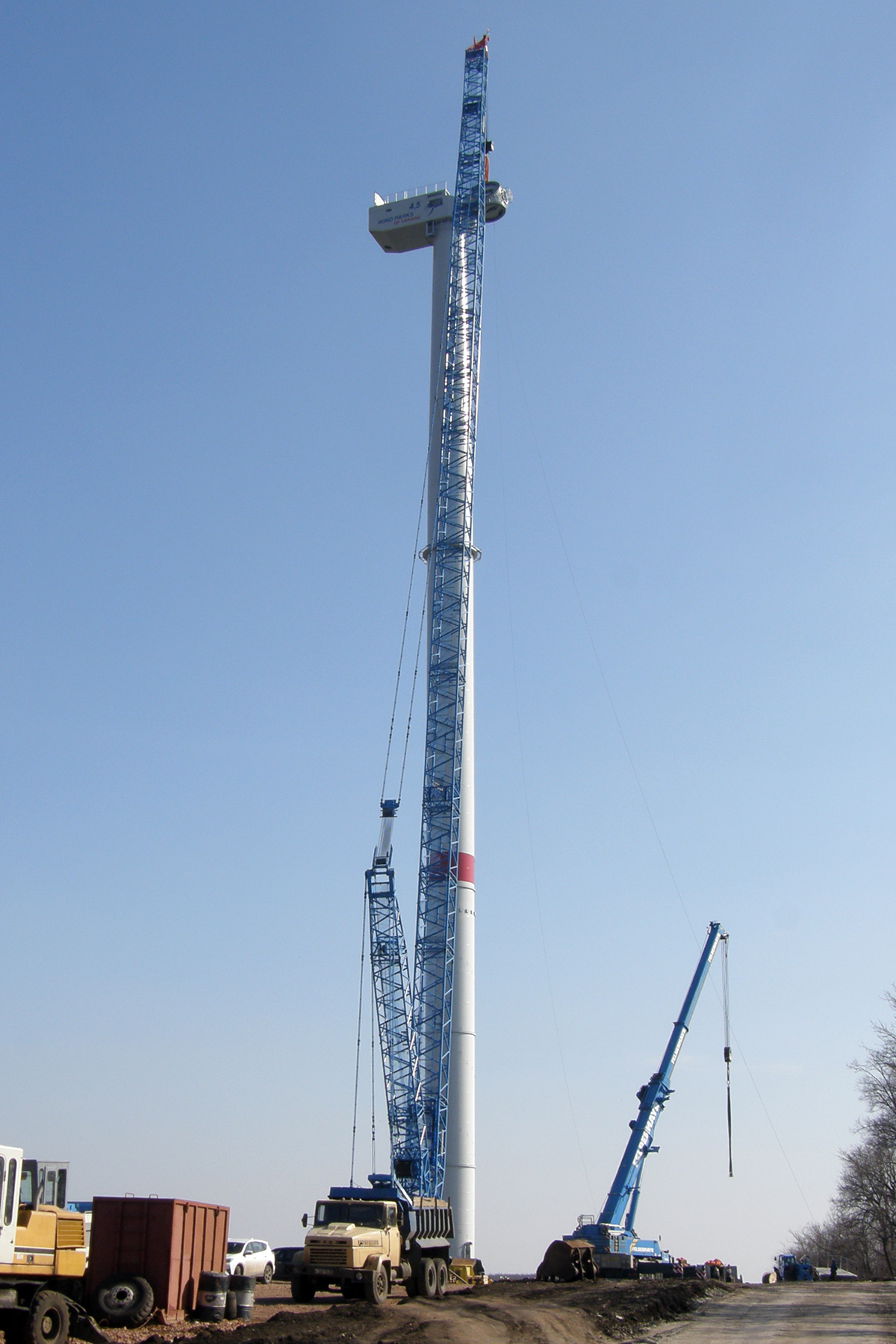
монтаж першої турбини, березень 2019

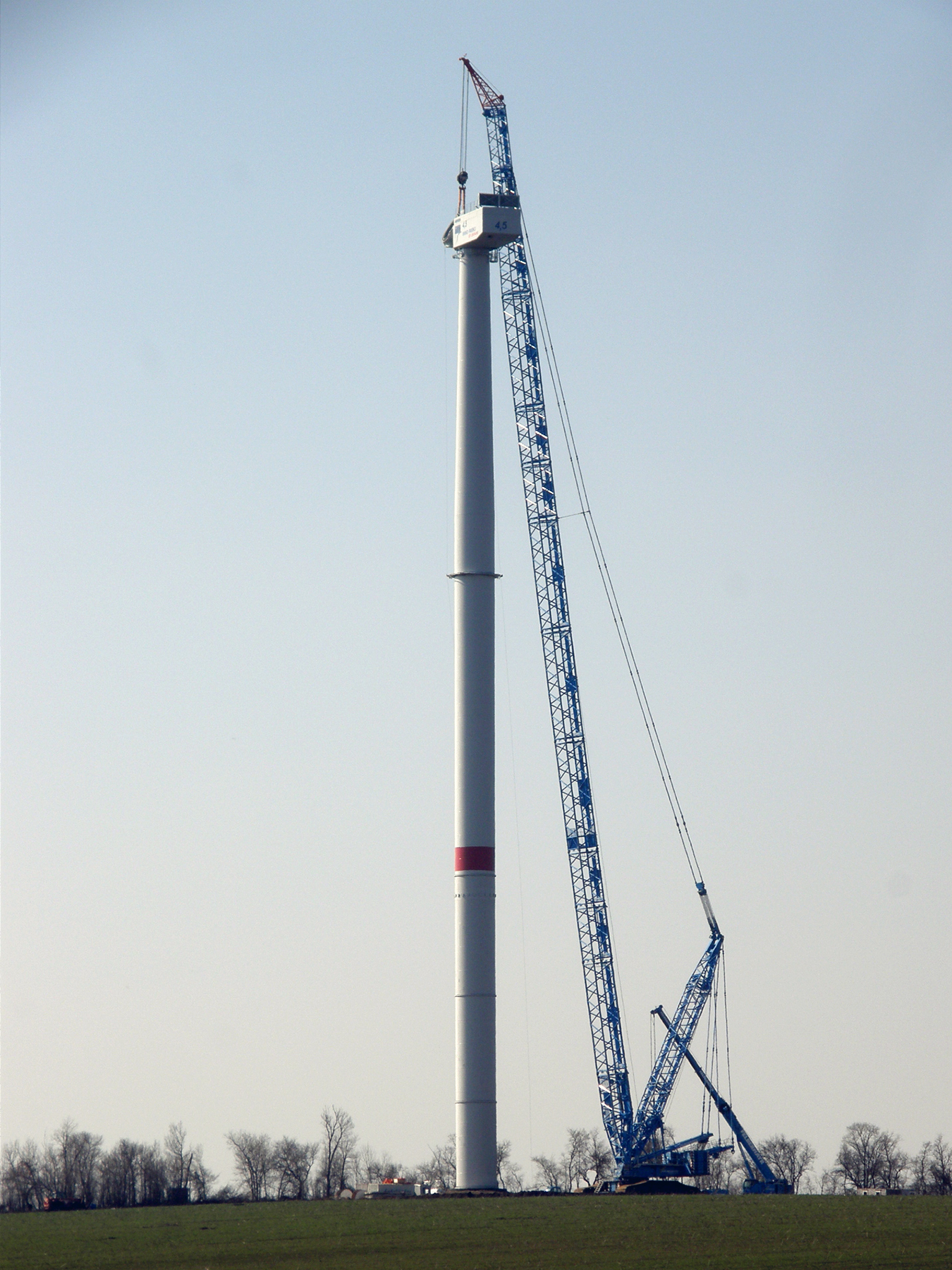
монтаж першої турбини, березень 2019

У вересні 2018 року відбулися громадські слухання з приводу будівництва вітропарку біля селища Ясногірка. Згідно з проектом близько Краматорська планується установка вітроенергетичних установок (ВЕУ) потужністю 4,5 МВт.
В 2018 році завод «Енергомашспецсталь» запустив виробництво обладнання для нових вітроенергетичних установок потужністю 4,5 МВт. Завод виготовить 15 валів роторів для вітроенергетичних установок потужністю 4,5 МВт.